# Jean-Lou Justine
Pour les articles homonymes, voir Justine.
Jean-Lou Justine (1955-) est un parasitologiste et zoologiste français, Professeur au Muséum national d'histoire naturelle à Paris, spécialiste des parasites de poissons et des Plathelminthes terrestres invasifs.

## Éducation et carrière
Jean-Lou Justine a été étudiant à l'Université de Nice (1972-1976), puis à l'École normale supérieure de Saint-Cloud (agrégation de sciences naturelles en 1977) puis enfin à l'Université de Montpellier. Il a passé sa thèse de troisième cycle en 1981 et sa thèse d'État en 1985, toutes deux à l'Université de Montpellier, sous la direction de Xavier Mattei et Louis Euzet.
De 1978 à 1985, il a été assistant puis maître-assistant à l'Université de Dakar au Sénégal. Il est ensuite entré au Muséum national d'histoire naturelle (MNHN) à Paris en 1985, dans le laboratoire dirigé à l'époque par le Professeur Alain Chabaud. Il est membre du MNHN depuis cette date, et Professeur depuis 1995, mais a passé plusieurs années (2003-2011) à Nouméa en Nouvelle-Calédonie.
Jean-Lou Justine est le curateur des collections de vers parasites au Muséum national d'histoire naturelle , et, depuis 2013, Directeur-adjoint de l'Institut de Systématique, Évolution, Biodiversité, qui est l'une des plus grosses UMR du MNHN.
Il est membre du Comité Éditorial de l'EASIN (European Alien Species Information Network), une structure qui s'intéresse aux espèces invasives au niveau européen, depuis 2015 et Rédacteur-en-Chef de la revue scientifique Parasite depuis 2012.

## Recherche

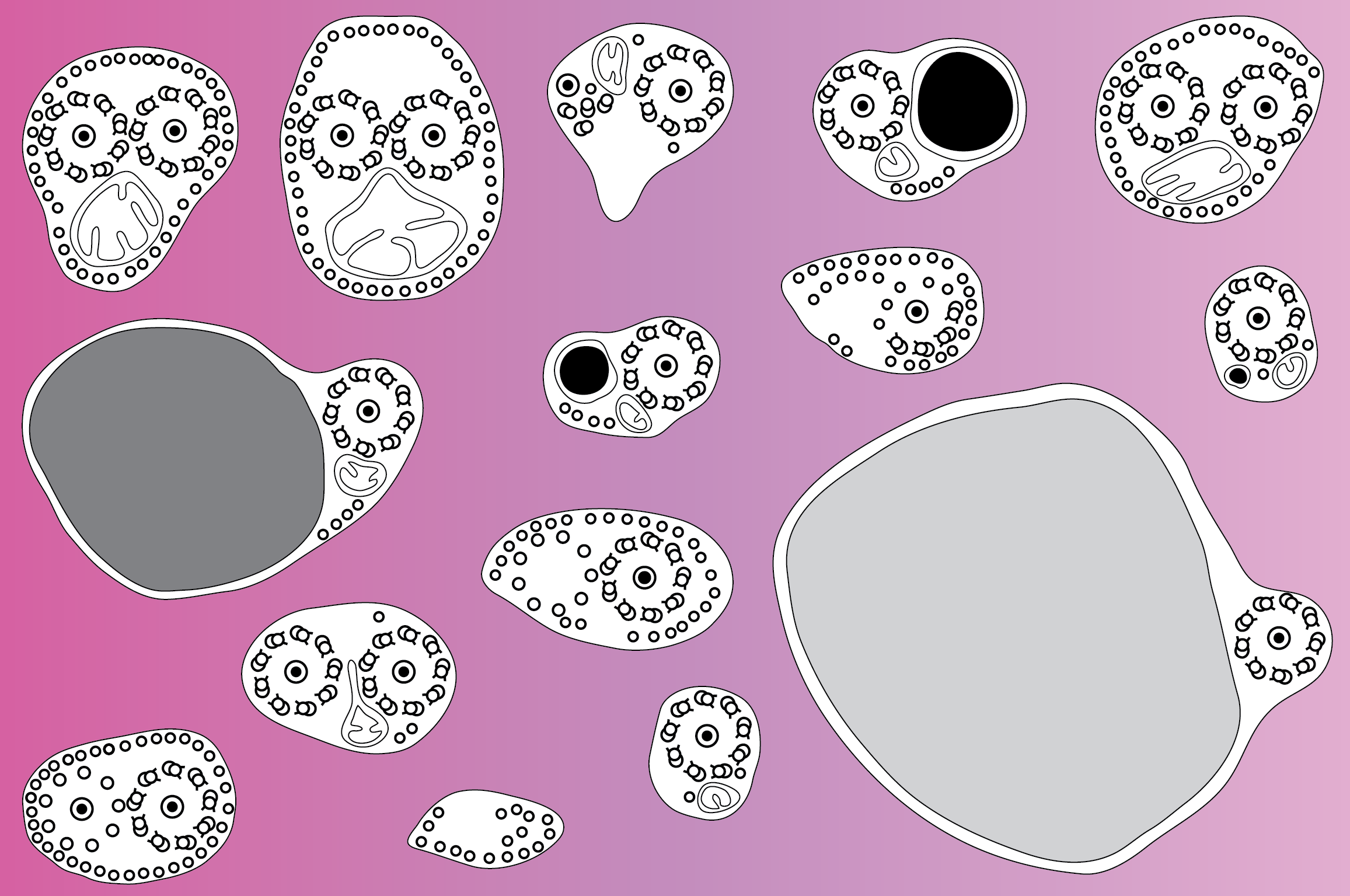
Dessins de spermatozoïdes dans un article de J;-L; Justine

Jean-Lou Justine a travaillé dans plusieurs domaines scientifiques au cours de sa carrière. Ses premiers travaux et ses thèses concernaient l'ultrastructure des spermatozoïdes des Plathelminthes parasites et leur intérêt pour la phylogénie,. Il a ensuite travaillé sur la systématique des nématodes, monogènes et autres parasites de poissons, en particulier ceux des poissons des récifs coralliens de Nouvelle-Calédonie,,,.
Jean-Lou Justine a publié plus de 250 articles depuis 1981, et décrit plus de cent espèces nouvelles, qui sont toutes des parasites appartenant aux groupes des Nématodes, Monogènes, Digènes, Cestodes et Crustacés.
À partir de 2013, Jean-Lou Justine a abordé un autre domaine de recherche avec les Plathelminthes invasifs terrestres, comme Platydemus manokwari ou Bipalium kewense. Les articles issus de cette recherche,,,, ont eu un certain impact dans les médias, dont les radios françaises, les télévisions et les journaux,,,            et aussi les journaux aux États-Unis Royaume-Uni, et autres pays.

## Activités d'édition scientifique
Jean-Lou Justine a été le Rédacteur-en-Chef des Mémoires du Muséum National d’Histoire Naturelle, de 1992 à 1998 et de Zoosystema de 1998 à 2003; ces deux revues scientifiques sont publiées par le Muséum national d'histoire naturelle. Depuis 2013, il est
Rédacteur-en-Chef de la revue scientifique de parasitologie Parasite, publiée par la Société Française de Parasitologie. Il est aussi membre du Comité de Rédaction de plusieurs journaux de parasitologie, dont Helminthologia,
Acta Parasitologica,
et Folia Parasitologica,
et un des nombreux "Academic Editors" du méga-journal PeerJ.
Il a aussi été le coordinateur de plusieurs livres, sur les spermatozoïdes , l'ultrastructure des Plathelminthes, la faune des mers profondes  et d'un volume du congrès international sur les Plathelminthes.

## Taxons

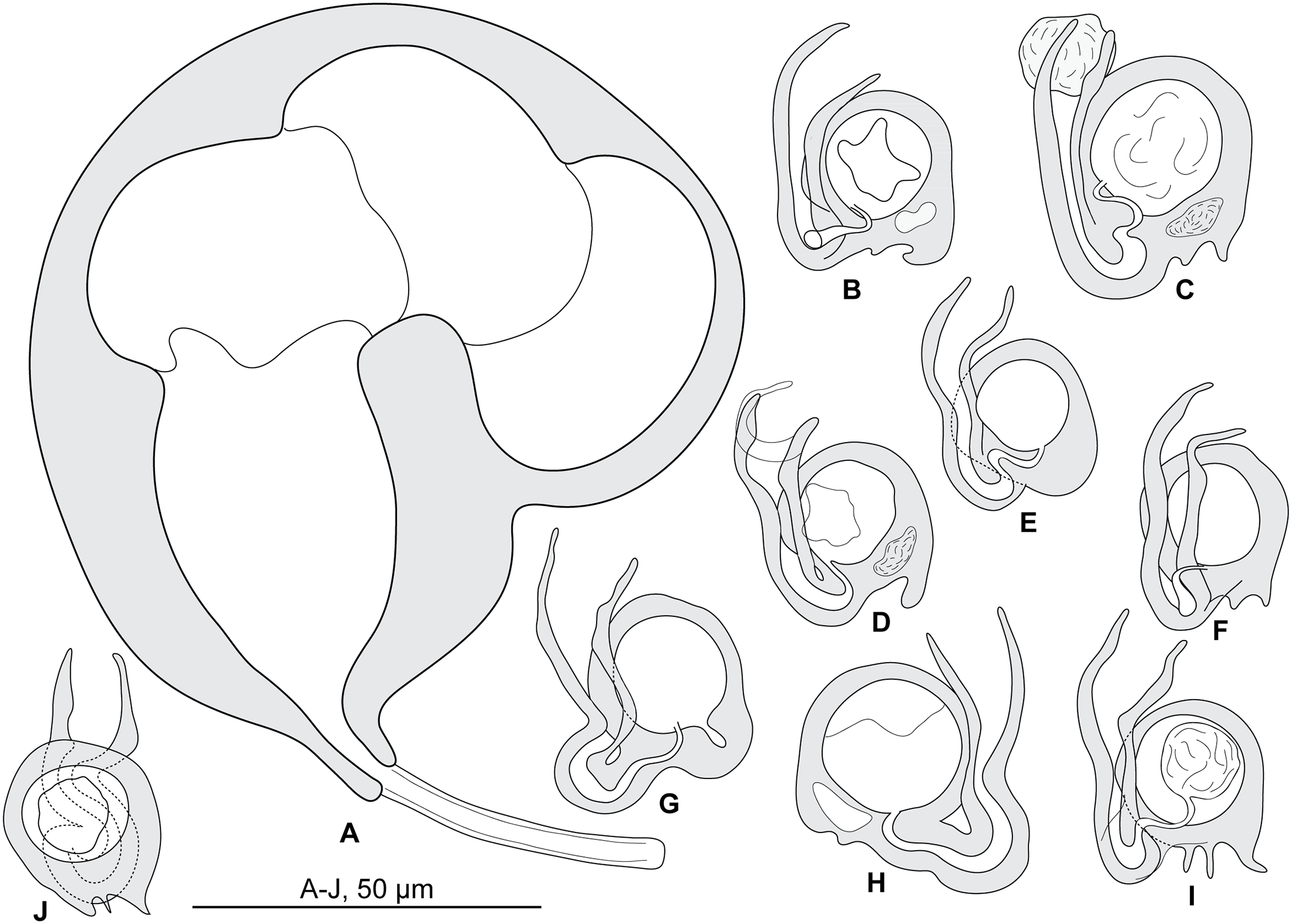
Pseudorhabdosynochus enitsuji, organes reproducteurs mâle et femelle

Quelques noms de taxons ont été créés en l'honneur de Jean-Lou Justine; la plupart sont des parasites. Le genre Justinema R’kha & Durette-Desset, 1991, appartient aux nématodes trichostrongylidés. La liste des espèces comprend Philometra justinei Moravec, Ternengo & Levron, 2006, un nématode, Hurleytrematoides justinei McNamara & Cribb, 2009 et Lepotrema justinei Bray, Cutmore & Cribb, 2018, deux digènes, et  Anuretes justinei Venmathi Maran, Ohtsuka & Boxshall, 2008, un copépode parasite. Parmi les Monogènes, Cichlidogyrus jeanloujustinei Rahmouni, Vanhove & Šimková, 2017 et quatre espèces du genre Pseudorhabdosynochus: Pseudorhabdosynochus justinei Zeng & Yang, 2007, P. enitsuji Neifar & Euzet, 2007 (une anagramme de justinei), P. jeanloui Knoff, Cohen, Cárdenas, Cárdenas-Callirgos & Gomes, 2015, et P. justinella Kritsky, Bakenhaster & Adams, 2015. Par contre, Solenofilomorpha justinei Nilsson, Wallberg & Jondelius 2011, un Acoele, n'est pas un parasite.